# Ivan Denisovitj
Ivan Denisovitj (russisk: Иван Денисович) er en russisk spillefilm fra 2021 af Gleb Panfilov.

## Medvirkende
- Filipp Jankovskij som Ivan Denisovitj Shukhov
- Artur Bestjastnyj som Kildigs
- Aleksandr Karavajev som Vasilij Nikitin
- Stepan Abramov som Stepan Matafonov
- Igor Savotjkin